# Тишовецька конфедерація

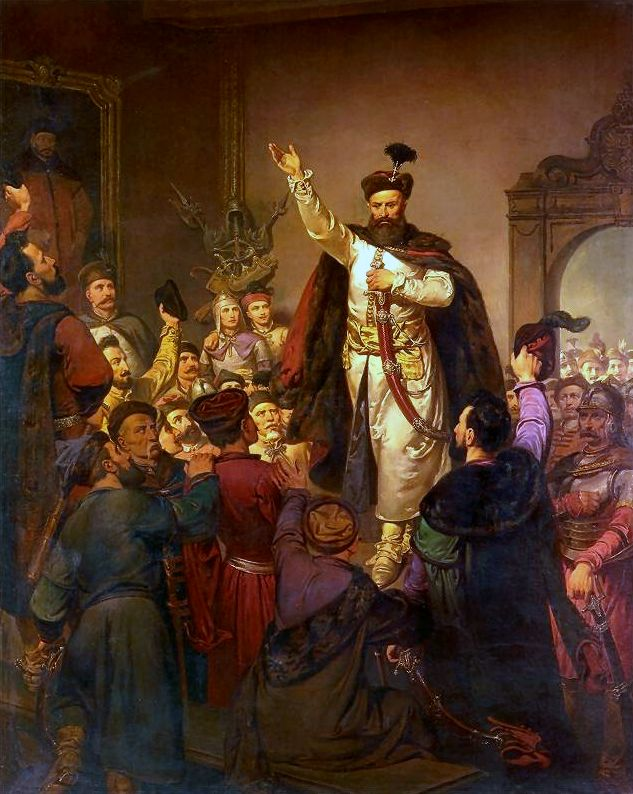
Укладання Тишовецької конфедерації. Картина Валерія Ельяша-Радзіковського

Тишовецька конфедерація — конфедерація польської шляхти, заснована 29 грудня 1655 року в місті Тишівці (пол. Tyszowce), неподалік від міста Замістя з метою організації відсічі шведським військам, що окупував значну частину Речі Посполитої.
Тишовецька конфедерація вважається першою «коронною конфедерацією» (створеною при королі). Вона була утворена за ініціативою Стефана Чарнецького зі складу коронної польської армії. Конфедерацію очолив король Ян Казимир разом з гетьманами Станіславом Потоцьким і Станіславом Лянцкоронським.
20 січня 1656 року, після переговорів з магнатами в Кросно, конфедерацію переоформили в дійсну коронну конфедерацію. Заснування Тишовецької конфедерації стало переломним моментом в польсько-шведській війні — сили поляків були об'єднані для боротьби зі шведською армією Карла Густава X, а дворянство підтримало короля Яна Казимира. До кінця 1656 шведи були витіснені з території Польщі.